# 盐水县
盐水县，中国古县名。
北周置，治所在今湖北省长阳土家族自治县西。隋朝大业初年，为清江郡治。唐朝武德四年（621年）废。